# Nagórski (herb szlachecki)
Nagórski (Ostoja odmienna I) – polski herb szlachecki z nobilitacji, niepoprawnie uważana jako odmiana herbu Ostoja.

## Opis herbu
W polu czerwonym, między dwoma księżycami złotymi barkami do siebie, w pas, miecz o takiejż rękojeści i głowni srebrnej.
Klejnot – smok czarny, ziejący ogniem, z godłem w prawo na płomieniu.
Herb jest zatem, oprócz tynktury smoka, merytorycznie identyczny z Przeginią. Kształt klejnotu jest natomiast zbliżony do pierwotnego kształtu klejnotu Ostoi.

## Najwcześniejsze wzmianki
Nobilitacja Stanisława Nagórskiego zw. Szlachetką, mieszczanina sandomierskiego 15 kwietnia 1590.

## Herbowni
Nagórski.